# Rhytidoponera rufithorax
Rhytidoponera rufithorax é uma espécie de formiga do gênero Rhytidoponera.